# Edward Buzzell
Edward Buzzell, född 13 november 1895 i Brooklyn i New York, död 11 januari 1985 i Los Angeles i Kalifornien, var en amerikansk filmregissör och skådespelare. Bland Buzzells filmer märks Honolulu (1939), Bröderna Marx-filmerna En dag på cirkus (1939) och En dag i vilda västern (1940) samt musikalerna Det spritter i benen (1943), Du ska' bli min! (1946), Melodin som gäckade skuggan (1947) och Neptuns dotter (1949).
Buzzell inledde sin karriär inom vaudeville och på Broadway. År 1928 kom han till filmen, först som skådespelare, men inom kort kom han även att verka som regissör.

## Filmografi i urval
- 1936 – Min fästmans rival
- 1937 – Nästan gifta
- 1938 – I de bästa familjer...
- 1938 – Min man detektiven
- 1939 – Honolulu
- 1939 – En dag på cirkus
- 1940 – En dag i vilda västern
- 1942 – På väg till Porto Rico
- 1943 – Stjärnflugan
- 1943 – Det spritter i benen
- 1945 – Tre musketöser
- 1946 – Du ska' bli min!
- 1946 – En liten tjuserska
- 1947 – Melodin som gäckade skuggan
- 1949 – Neptuns dotter
- 1950 – Susan gör skandal
- 1953 – Svärfar ordnar biffen
- 1955 – Det spritter i benen